# Venera, Kupid, Ludost i Vrijeme
Venera, Kupid, Ludost i Vrijeme, poznata i kao Alegorija Venerine pobjede (talijanski: Allegoria del trionfo di Venere) je slika iz oko 1545. godine koju je naslikao firentinski maniristički slikar, Bronzino. Slika prikazuje mitološke likove Venere, Kupida, Ludost i Vrijeme. Kupid i Venera ljube se u prvom planu, dok se puto Ludost priprema obasuti ih laticama ruža. Ćelava personifikacija Vremena ih promatra stojeći iznad s platnom u ruci. Značenje ostale tri figure i njihove interakcije je manje očito. Slika prikazuje ambivalentnost, erotiku i prikrivenu simboliku koje su karakteristične za razdoblje manirizma i Bronzinova učitelja Pontorma.

## Povijest
Sliku je možda naručio Cosimo I. de 'Medici, veliki vojvoda toskanski ili Francesco Salviati kao poklon francuskom kralju, Franji I., što navodi Bronzinov suvremenik, Giorgio Vasari.
Sliku je Napoleon iz Pariza donio u Beč, gdje ju je 1813. god. kupio hrvatski grof Ivan Keglević od Franza Wenzela, grofa Kaunitz-Rietberga. Slika se od 1860. god. nalazi u Londonu.

## Odlike
Kompozicija u klaustrofobičnom prednjem planu slike smješta nekoliko figura u kontrapunktu suprotstavljenih pokreta, čiji su identiteti bili predmet šire znanstvene rasprave, bez konačnih usuglašenih mišljenja. 
Kupid, zajedno s majkom (Venerom) i golim putom s desne strane, postavljeni su u tipičnom manirističkom obliku zmijolikih figura (figura serpentinata). Venera drži zlatnu jabuku koju je osvojila od Parisa, dok Kupid ima karakteristična krila i tobolac. Obje su figure gole, osvijetljene blještavim bijelim svjetlom. Kupid miluje gole dojke svoje majke i ljubi joj usne.
Vjeruje se da je bradati, ćelavi lik u gornjem desnom kutu „Vrijeme”, s obzirom na sat koji stoji iza njega. On snažno pomiče ruku s desne strane držeći veliku sjajno plavu tkaninu. Opet je teško njegovu gestu protumačiti sa sigurnošću. Možda kako bi spriječio da lik na krajnjem lijevom dijelu slike vidi incestuozne prijestupe Venere i adolescentnog Kupida, čime dijeli figure u prednjem i pozadinskom planu. Mnogi znanstvenici vjeruju kako njegova gesta govori „kako je vrijeme prolazno, te nikad ne znate kada bi moglo sve biti gotovo”. Lik nasuprot Vremenu, koji se također hvata se zastor, obično se naziva „Zaborav” zbog nejasnih obrisa bez očiju i glave nalik maski. Lice na ovoj figuri kao da odjekuje prizoru dviju stvarnih maski u donjem desnom kutu.
Identitet preostalih likova još je dvosmisleniji. Starica koja se drži za glavu (vidi detalj dsno) nazvana je „ljubomorom”, iako neki vjeruju da ona predstavlja razorne učinke sifilisa. Stvorenje s desne strane, iza puta, s nevinim djevojčinim licem i skrivenim tijelom sličnim sfingi, te s glavom zakrivljenom pod neprirodnim kutom i lijevom rukom koja pruža saće, dok se iza nje skriva bodljikavi škorpion na kraju njezina dugog zmijolikog repa, može predstavljati „zadovoljstvo” ili „prijevaru”. Međutim, ne postoji konsenzus o tim identifikacijama.

## Vanjske poveznice
|  | Zajednički poslužitelj ima još gradiva o temi Venera, Kupid, Ludost i Vrijeme |

- Bronzinova alegorija s Venerom i Kupidom  Arhivirana inačica izvorne stranice od 25. studenoga 2014. (Wayback Machine), videoanaliza na Khan Smarthistory (engl.)
- Esej o ovoj slici iz knjige Ljepota i teror Briana A. Oarda  Arhivirana inačica izvorne stranice od 24. listopada 2020. (Wayback Machine) (engl.)